# Zazie Beetz
Zazie Olivia Beetz (n. 1 iunie 1991, Berlin, Germania) este o actriță germano-americană, cunoscută pentru rolul ei din filmul Deadpool 2.